# Еспарцет сійний
Еспарцет сійний, еспарцет виколистий (Onobrychis viciifolia) — вид рослин родини бобові (Fabaceae). Батьківщина — Середня Європа; вид натуралізований у Європі, Австралії, Алжирі; також культивується.

## Галерея

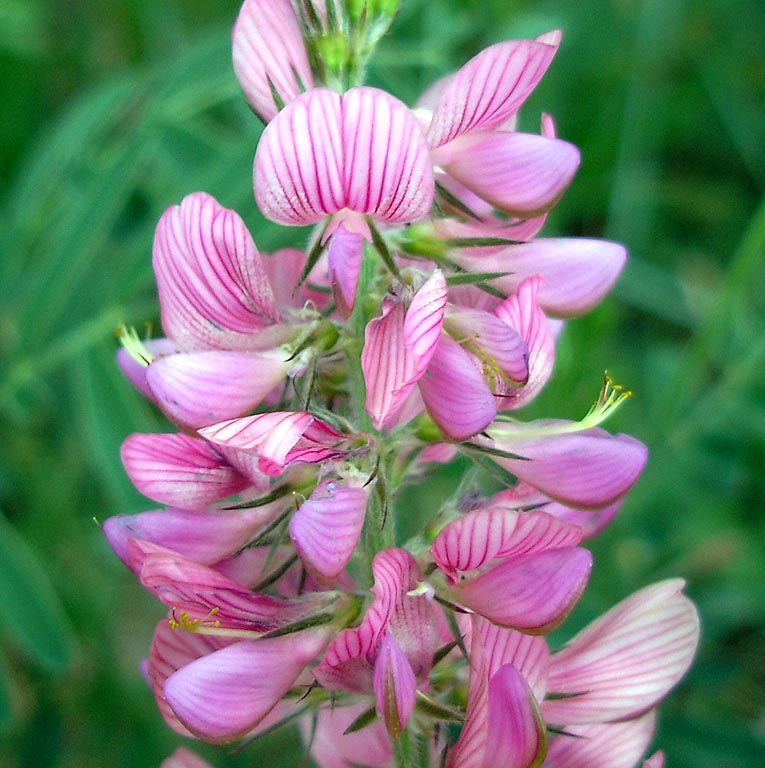
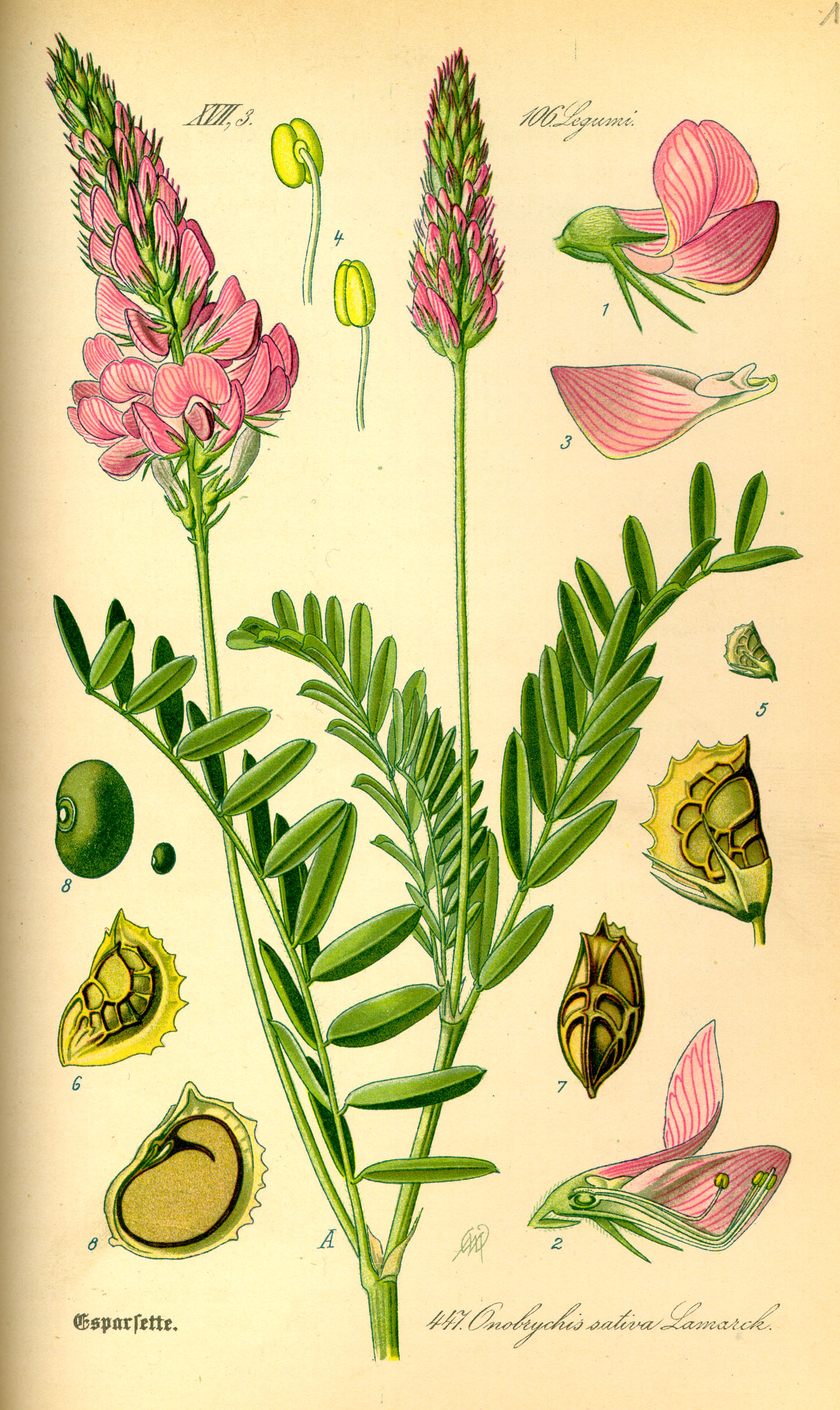

## Опис
Багаторічна трав'яниста рослина 30–80(120) см завдовжки. Прилистки трикутно-яйцеподібні, 7–9 мм. Листки 10–18 см, 13–19-листочкові; листочки від довгасто-ланцетних до ланцетних, 2–3 × 0.4–1 см. Квітки 8–14 мм довжиною. Чашечка дзвоноподібна, 6–8 мм, війчаста; зубчики шиловидно-ланцетні. Віночок рожево-фіолетовий, 8–10 мм. Боби 7–9 мм довжиною, напів-яйцевидно-округлі, озброєні як по диску, так і по гребеню короткими зубцями.

## Поширення
Батьківщина — Середня Європа. Натуралізований вид у Європі, Австралії, Алжирі. Широко інтродукований і культивується в деяких інших частинах світу.
В Україні зростає на полях, іноді дичавіє — на всій території. Кормова, медична. Батьківщина — Середня Європа.